# Гогоцька Євдокія Іванівна
Євдокія Іванівна Гогоцька (уроджена Ходунова; 27 лютого (11 березня) 1823 , Київ, Київська губернія, Російська імперія  — 23 червня (5 липня) 1889 , Київ, Київська губернія, Російська імперія ) — українська громадська діячка, меценатка, відома завдяки своєму внеску у видавничій та освітній справах у Києві у другій половині XIX століття. Славилася українофільськими ліберальними поглядами, була рушієм створення освітніх закладів, зокрема для жінок.

## Життєпис
Євдокія Іванівна народилася 27 лютого (11 березня) 1823 року в родині київського купця, багаторічного міського голови міста Києва Ходунова Івана Івановича.
6 липня 1841 року Євдокія вийшла заміж за Сильвестра Гогоцького, професора філософії університету святого Володимира.
У 1860 році Євдокія Гогоцька організувала недільну школу для дівчат із бідних сімей. Але згодом, коли у 1864 році був прийнятий «Статут про початкові народні школи», меценатка, одна з небагатьох у Києві, починає клопотатися про відновлення свого навчального закладу і отримує дозвіл. У 1865 році відкрила початкову жіночу школу з ремісничим ухилом, яка пізніше перетворилася на ремісниче училище.
Гогоцька розпоряджалася коштами, зібраними громадськістю у 1860—1862 роках на утримання недільних шкіл, їй також віддали різне шкільне обладнання колишні вчителі-волонтери, грошима допомогло Володимирське братство, окремі жінки. Поступово кількість учнів у школі збільшилася з десяти до двохсот, і Євдокія Іванівна мусила проявити неабияку винахідливість, щоб забезпечити навчальний процес. Для збреження шкіл вона влаштовувала благодійні вистави, концерти, лотереї тощо.
У 1875 році вдова засновника газети «Кіевскій телеграфъ» пані фон Юнке продала Гогоцькій за три тисячі рублів право видання й за півтори тисячі — друкарню. На той час видання дихало на ладан, проте Євдокії Іванівні вдалося вдихнути у газету нове життя. Вона підтримувала тісні зв'язки з українською інтелігенцією, і в анонсі на 1875 рік «Кієвскій тєлєграф» повідомив про співпрацю з Володимиром Антоновичем, Михайлом Драгомановим, Павлом Житецьким, Миколою Зібером, Іваном Лучицьким, Павлом Чубинським. Оновлена зовні газета стала рупором руху української культури. Але такому напрямку влада не хотіла давати хід. У Гогоцької виникали численні проблеми. Засуджував її й чоловік, який викладав в університеті філософію і дотримувався досить-таки правих поглядів. Після лавини доносів «доброзичливців» у травні 1876 року було видано адміністративне розпорядження про закриття газети «Кіевскій телеграфъ», одночасно цар Олександр II підписав горезвісний Емський указ, що закував у ланцюг заборон українське слово.
Оскільки жінкам забороняли вступати до університетів, Євдокія Гогоцька, разом з дружинами інших професорів, зініціювала заснування Київських вищих жіночих курсів. У 1879 році було відкрито перші дворічні вищі жіночі курси. У 1880-ті роки вони діяли в Києві, Харкові й Одесі.
Оскільки вища жіноча освіта починалася як приватна ініціатива й інституційно визначалася урядом у цьому статусі, то питання пошуку фінансових ресурсів стояло досить гостро. У реальному житті це означало відсутність матеріальної державної підтримки, тобто Гогоцька й інші фундатори для залучення коштів знову могли покладатися тільки на свої сили, організаторські здібності та прихильність громадськості. Місія турботи про курсисток покладалася на небайдужих, що входили до опікунського комітету Київських вищих жіночих курсів. Його діяльність скеровували лідери проекту Є. І. Гогоцька та Г. Л. Іконникова, які основним напрямом уважали допомогу незаможним слухачкам у вигляді заходів щодо здешевлення проживання, надання позик, сплати за навчання, пошуку підробітків і турботи про хворих. Головним видом допомоги слухачкам Київських курсів опікунський комітет уважав оплату навчання незаможних. Гогоцькій та Іконниковій доводилося не тільки багаторазово звертатися до посадовців, але й самостійно ухвалювати рішення, що мали уможливити успіх справи.
Померла Євдокія Іванівна Гогоцька 1889 року в Києві.